# Ametista do Sul
Ametista do Sul è un comune del Brasile nello Stato del Rio Grande do Sul, parte della mesoregione del Noroeste Rio-Grandense e della microregione di Frederico Westphalen.